# Taonura palmatiformis
Taonura palmatiformis är en svampdjursart som först beskrevs av Hyatt 1877.  Taonura palmatiformis ingår i släktet Taonura och familjen Thorectidae. Inga underarter finns listade i Catalogue of Life.